# Ferdinand Mückenheim
Ferdinand Mückenheim (Lebensdaten unbekannt) war ein deutscher Fußballspieler.

## Karriere
Mückenheim gehörte als Stürmer der SpVgg 1899 Leipzig-Lindenau an.
In der Endrunde um die Deutsche Meisterschaft, in der seine Mannschaft infolge der regionalen Titelgewinne zweimal vertreten war, kam er nur in der Saison 1911/12 zum Einsatz. Er debütierte am 5. Mai 1912 auf den Dresdner Güntzwiesen beim 3:2-Sieg über den ATV 1896 Liegnitz im Viertelfinale und erzielte das Tor zur 2:1-Führung in der 53. Minute. Zwei Wochen später verlor er mit seiner Mannschaft auf dem Platz an der Roseggerstraße, der Spielstätte des Frankfurter FV, gegen den Karlsruher FV mit 1:3 im Halbfinale.